# Paraloxoblemmus
Paraloxoblemmus är ett släkte av insekter. Paraloxoblemmus ingår i familjen syrsor.
Kladogram enligt Catalogue of Life:
| Paraloxoblemmus | \| \| Paraloxoblemmus angulifrons \| \| \| \| \| \| Paraloxoblemmus loxoblemmoides \| \| \| \| |
|                 | \| \| Paraloxoblemmus angulifrons \| \| \| \| \| \| Paraloxoblemmus loxoblemmoides \| \| \| \| |
|                 | Paraloxoblemmus angulifrons                                                                    |
|                 |                                                                                                |
|                 | Paraloxoblemmus loxoblemmoides                                                                 |
|                 |                                                                                                |